# Ottorino Vannini
Ottorino Vannini (Colle di Val d'Elsa, 30 marzo 1889 – Castel del Piano, 15 settembre 1953) è stato un giurista italiano.

## Biografia
Docente di diritto e procedura penale presso le Università di Sassari e di Siena e la Scuola di perfezionamento per gli ufficiali carabinieri di Firenze, membro della Commissione ministeriale per la riforma del Codice Penale.
Alla sua morte fu commemorato dal giudice costituzionale Mario Bracci e più tardi anche Giovanni Leone espresse un commosso ricordo del giurista toscano. L'amministrazione di Castel del Piano gli ha intitolato la scuola secondaria di primo grado del paese.

## Opere
- I reati commissivi mediante omissione , Roma, 1916.
- Lineamenti di diritto penale, Firenze, 1933.
- Il delitto di omicidio , Milano, 1935.
- Istituzioni di diritto penale, Firenze, 1939.
- Il delitto di omicidio , Milano, 1935.
- Istituzioni di diritto processuale penale, Milano, 1942.
- Il problema giuridico del tentativo, Milano, 1943).
- Delitti contro la vita, Milano, 1946.
- Manuale di diritto penale parte generale, Firenze, 1947.
- Manuale di diritto penale parte speciale, Milano 1951.
- Raccolta di alcuni scritti minori, Milano 1952.
- Manuale di diritto processuale penale, Milano 1953.
- Quid Juris? , Milano 1948-1953.
- Delitti contro la vita e la incolumità individuale, Milano, 1958.